# Борисовский (Алтайский край)
Борисовский — посёлок в Панкрушихинском районе Алтайского края России. Административный центр Зятьковского сельсовета.

## География
Расположен на северо-западе края, в южной части района, к востоку от реки Малый Омуток.
Абсолютная высота — 201 метр над уровнем моря.
Климат
континентальный, средняя температура января составляет −18,7 °C, июля — 22 °C. Годовое количество атмосферных осадков — 465 мм.

## История
Основан в 1910 году.
В 1926 году в посёлке имелось 42 хозяйства и проживал 241 человек (121 мужчина и 120 женщин). В национальном составе населения того периода преобладали украинцы. В административном отношении входил в состав Трудовиковского сельсовета Панкрушихинского района Каменского округа Сибирского края.
Посёлок входил в Красноармейский сельсовет до его упразднения путём объединения с Зятьковским сельсоветом.

## Население
| 1926 | 1997 | 1998 | 1999 | 2000 | 2001 | 2002 | 2003 | 2004 |
| ---- | ---- | ---- | ---- | ---- | ---- | ---- | ---- | ---- |
| 241  | ↗437 | ↗444 | ↗476 | ↗486 | ↘429 | ↘427 | ↗428 | ↘420 |
| 2005 | 2006 | 2007 | 2008 | 2009 | 2010 | 2011 | 2012 | 2013 |
| ↘409 | ↘402 | ↘373 | →373 | ↗376 | ↘328 | →328 | ↘311 | ↘307 |

Национальный состав
В 1926 году в национальном составе населения преобладали украинцы.
Согласно результатам переписи 2002 года, в национальной структуре населения русские составляли 94 %.
Гендерный состав
В 1926 году проживал 241 человек, из них 121 мужчина и 120 женщин.

## Инфраструктура
Экономика
Основное направление — сельское хозяйство.

## Транспорт
Посёлок доступен по автодороге межмуниципального значения «станция Панкрушиха — Зятьково — Борисовский» (идентификационный номер 01 ОП МЗ 01Н-3204).